# 顾欣尔
顾欣尔（1934年—），上海人，中华人民共和国政治人物、外交官。1985年，接替贾怀济，担任中华人民共和国驻加纳大使。1989年，由崔杰接任。1991年，接替宋国清，担任中华人民共和国驻津巴布韦大使。1995年，改任大使衔中国国际问题研究所驻比勒陀利亚南非研究中心主任，驻津大使由刘贵今接任。1997年，由王学贤接任。